# نيك ثيودور
نيك ثيودور (بالإنجليزية: Nick Theodore)‏ هو سياسي أمريكي، ولد في 16 سبتمبر 1928 في غرينفيل في الولايات المتحدة. حزبياً، نشط في الحزب الديمقراطي. وقد انتخب عضو مجلس نواب كارولاينا الجنوبية وانتخب عضو مجلس ولاية كارولاينا الجنوبية.